# Łagów (powiat Świebodziński)
Łagów, ook wel Łagów Lubuski genoemd, is een dorp in het district Świebodziński in het Poolse woiwodschap Lubusz. De plaats maakt deel uit van de gelijknamige gemeente Łagów en telt 1600 inwoners.
Gerhard Domagk, winnaar van Nobelprijs voor de Fysiologie of Geneeskunde, werd geboren in Łagów.

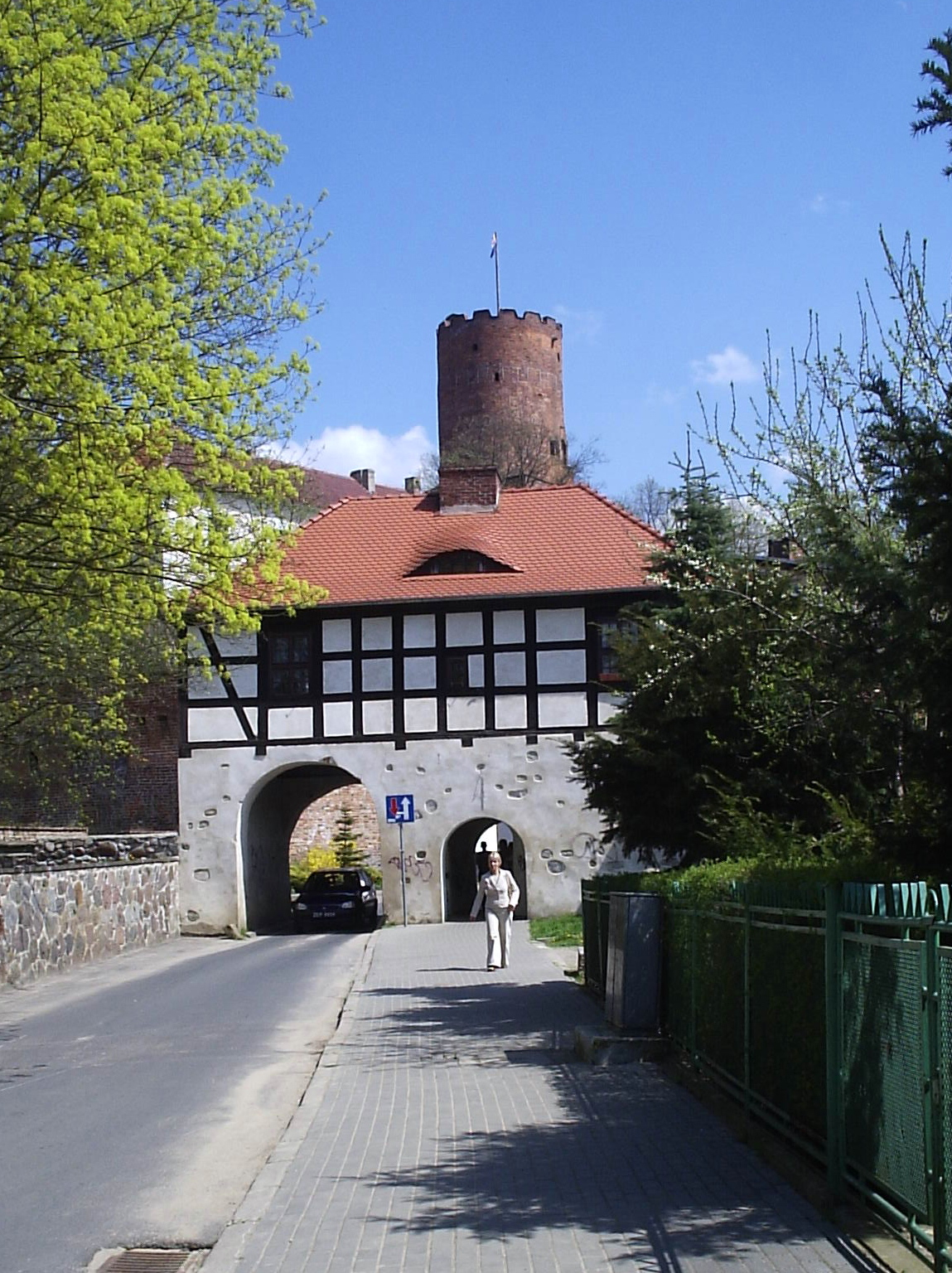
Brandenburgse poort in Łagów

## Geboren
- Gerhard Domagk (1895-1964), Duits patholoog, bacterioloog en Nobelprijswinnaar (1939)